# 吉安·贾科莫·卡普罗蒂·达奥雷诺
吉安·贾科莫·卡普罗蒂·达奥雷诺（義大利語：Oreno；1480年—1524年1月19日），亦称萨莱（Salaì）或伊尔萨莱诺（il Salaino），是一位文艺复兴时期的意大利艺术家。他在10岁时进入达·芬奇家，在1490年至1518年这段时间为达·芬奇的学生。他在作品上署名Andrea Salai。他一般被描述成达·芬奇的学生及终身仆人。有人认为他是达·芬奇画作《施洗者圣约翰》及《巴克斯》中人物的模特。

## 生平

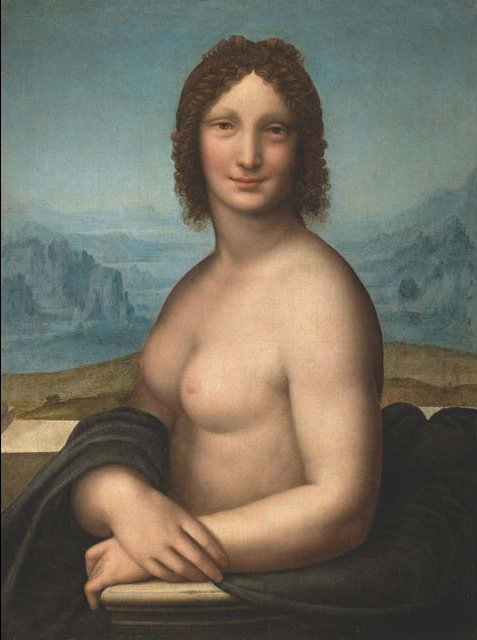
《蒙娜·瓦娜》

1480年萨莱生于意大利米蘭马真塔门附近，父亲彼得罗·迪·乔瓦尼（Pietro di Giovanni）是列奧納多·達·芬奇葡萄园的佃户，母亲为卡泰丽娜·斯科蒂（Caterina Scotti），他有两个姐姐：安杰利娜（Angelina）和洛伦齐奥娜（Lorenziola）。他在10岁时以助理的身份进入达·芬奇家。瓦萨里描述他为“达·芬奇所陶醉的细卷发优美青年”。虽然达·芬奇认为他是“一个骗子、小偷、顽固且贪吃”而且他还从达·芬奇处偷过钱财至少5次，达·芬奇还是让他住在自己家超过25年，并训练他成为了艺术家。萨莱后成为一名有技能但不大让人印象深刻的画家，他创作了不少作品，包括《蒙娜·瓦娜》（Monna Vanna）—— 裸体版的《蒙娜丽莎》，该作可能是基于已遗失的达·芬奇所绘的裸体版。
当达·芬奇第二次留在米兰时收留貴族之子弗朗切斯科·梅尔齐作為學生，当达·芬奇于1513年前往罗马及1516年前往法国时，萨莱与梅尔齐共同陪伴着达·芬奇。梅尔齐成年后成为达·芬奇的秘书及主要助理，并着手为达·芬奇著作出版做准备。在法国，梅尔齐以“与巨匠列奥纳多一起的意大利绅士生活”受招待，并被授予
400 ecus，而萨莱已年过40，被称呼"仆人"，仅得到100 ecus。1518年，萨莱离开达·芬奇，回到了米兰，接手父亲在达·芬奇的葡萄园的工作。
1523年6月14日，萨莱与Bianca Coldiroli d’Annono结婚，此时他已43岁。1524年，萨莱在决斗中中弩箭受伤，不久去世，1524年3月10日葬于米兰。

## 与达·芬奇的同性恋关系

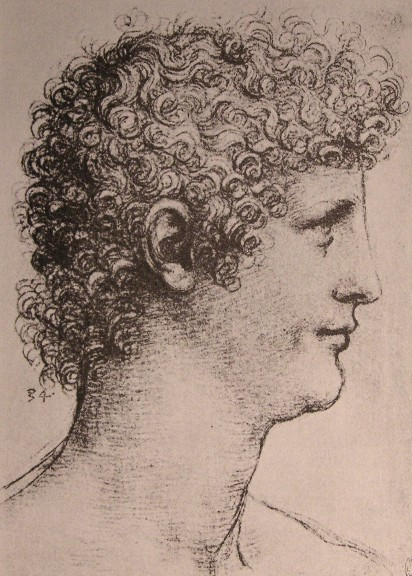
达·芬奇所画的肖像，被认为是萨莱的头像

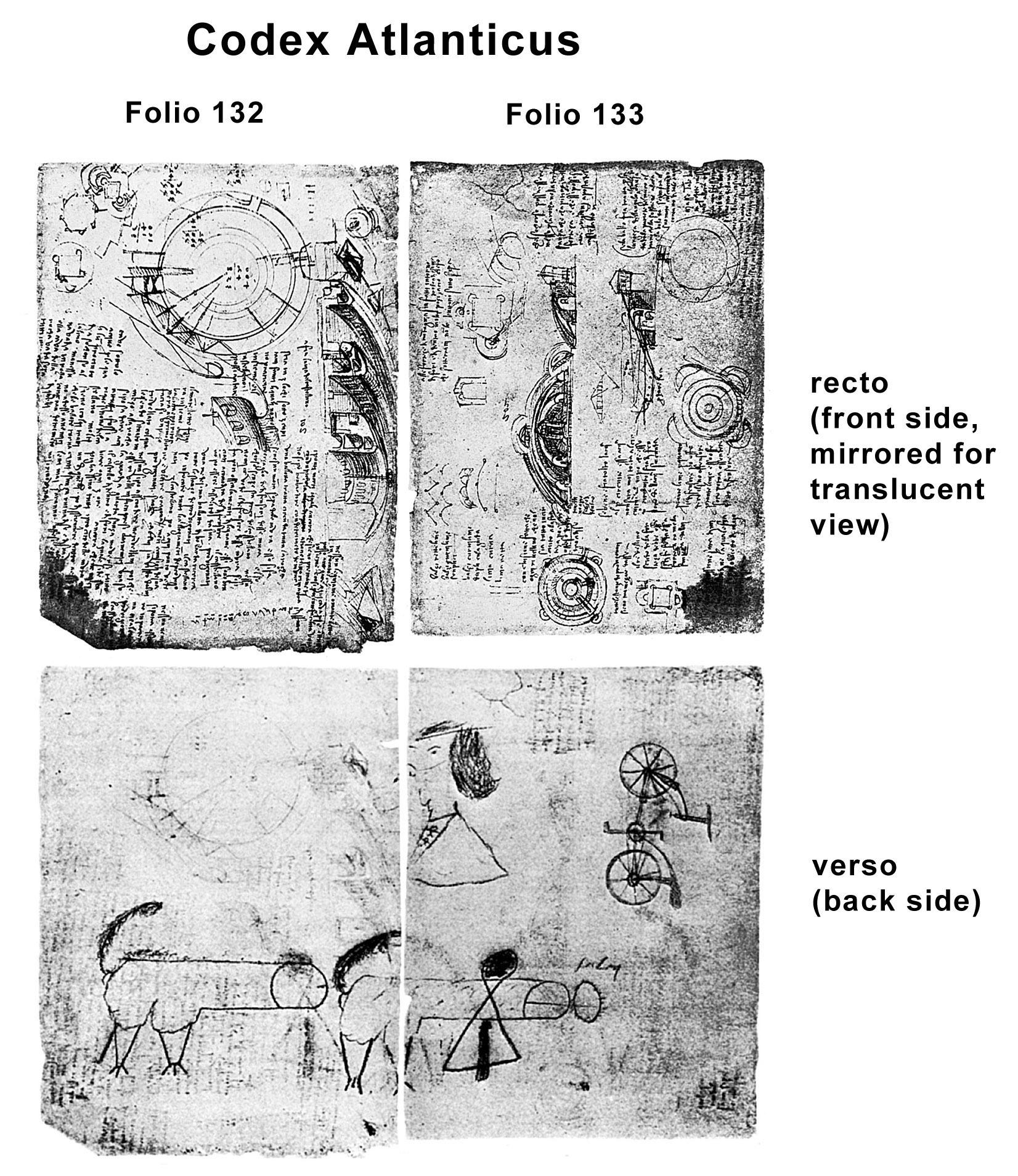
大西洋古抄本中的情色手稿（下方图）

达·芬奇晚年的作品《施洗者圣约翰》及《化身天使》（The Incarnate Angel）常常被援引当做达·芬奇与萨莱同性恋的证据。
达·芬奇以沙萊为模特所繪的作品《施洗者圣约翰》看起來有挑逗意味且袒胸露肩，評論家如馬丁·肯普（Martin Kemp）及詹姆士·沙士羅（James Saslow） 批評该画灌輸同性戀思想。在《大西洋古抄本》（Atlantic Codex）中所發現的情色手稿粗略地描绘有沙萊肛门後有长腿的陰莖隊伍追赶的场景。
《化身天使》（The Incarnate Angel）为《施洗者圣约翰》的带讽刺意味的临摹，画中可以明显看到勃起的阴茎，背后有萨莱签名，疑为萨莱作品。

## 研究推测
一组意大利研究人员声称萨莱为《蒙娜丽莎》的模特，他们注意到萨莱与《蒙娜丽莎》在面部某些特征的相似性，特别是在鼻子和嘴上，这一说法遭到了卢浮宫的质疑。

## 流行文化
- 在Joseph Orbi创作的小说《Cenacolo》[11]中，萨莱被设定为主角。
- 1995年DC漫画眩晕系列作品《明暗对比：达·芬奇的私生活》（Chiaroscuro 'The Private Lives of Leonardo Da Vinci'），内容为达·芬奇与萨莱之间的故事。
- 在刺客信条：兄弟会的DLCThe Da Vinci Disappearance中，达·芬奇被Cult of Hermes的成员Hermeticist绑架。萨莱亦有登场。

## 延伸阅读
- G. Calvi, Il vero nome di un allievo di Leonardo: Gian Giacomo de Caprotti detto “Salaj”, in «Rassegna d'Arte», 1919
- L. Beltrami, L'enigma di Andrea Salai risolto, in «Il marzocco», 1919
- P. Rajna, Appendice alla soluzione di un enigma vinciano, in «Il marzocco», 1925
- E. Möller, Salaì und Leonardo da Vinci, 1928
- W. Suida, Leonardo und sein Kreis, 1929
- M. Goldblatt, Leonardo da Vinci... How the painting of Salai vere identified, 1961
- M. Motta, Gian Giacomo Caprotti detto Il Salaino, 1979
- P.C. Marani, Leonardo e i leonardeschi a Brera, 1987
- A. Chastel - P. Galluzzi - C. Pedretti, Leonardo, 1987
- J. Shell - G. Sironi, Salai and Leonardo's legacy, in «The Burlington Magazine», 1991
- M. Tournier, Il vento Paracleto, 1992
- M. Tournier, L'altra metà di Leonardo, in «Il Messaggero», 1992
- J. Shell - G. Sironi, Salai and the inventory of his estate, in «Raccolta Vinciana», 1992
- C. Vecce, Leonardo, Roma, 1998
- AA. VV., I leonardeschi, 1998
- AA. VV, Il Cinquecento lombardo, 2000
- M. Mauri, Trittico vimercatese. Gian Giacomo Caprotti detto Salai. Gaspare da Vimercate. Gian Giacomo Gallarati Scotti. Bellavite, 2002
- G. Clerici, Una notte con la Gioconda, Rizzoli, 2008
- F. Carcano, La tela dell'eretico, Mursia Editore, 2012
- M. Zecchini, Leonardo da Vinci e Gian Giacomo Caprotti (Il Caprotti di Caprotti), Marsilio, 2013
- Arriva nuova ipotesi sulla Gioconda. Usati due modelli: uomo e donna, in «La Stampa.it （页面存档备份，存于）» 20/04/2016